# Peg Murray
Margaret L. Murray, detta Peg (Denver, 14 febbraio 1924 – 29 novembre 2020), è stata un'attrice e cantante statunitense.
Era nota soprattutto come interprete di musical a Broadway, tra cui Gypsy: A Musical Fable (1959), She Loves Me (1962), Anyone Can Whistle (1964), Fiddler on the Roof (1965), Cabaret (Broadway, 1966 e 1987; Tony Award alla miglior attrice non protagonista in un musical) e A Funny Thing Happened on the Way to the Forum (1972).